# Francisco López Hernández

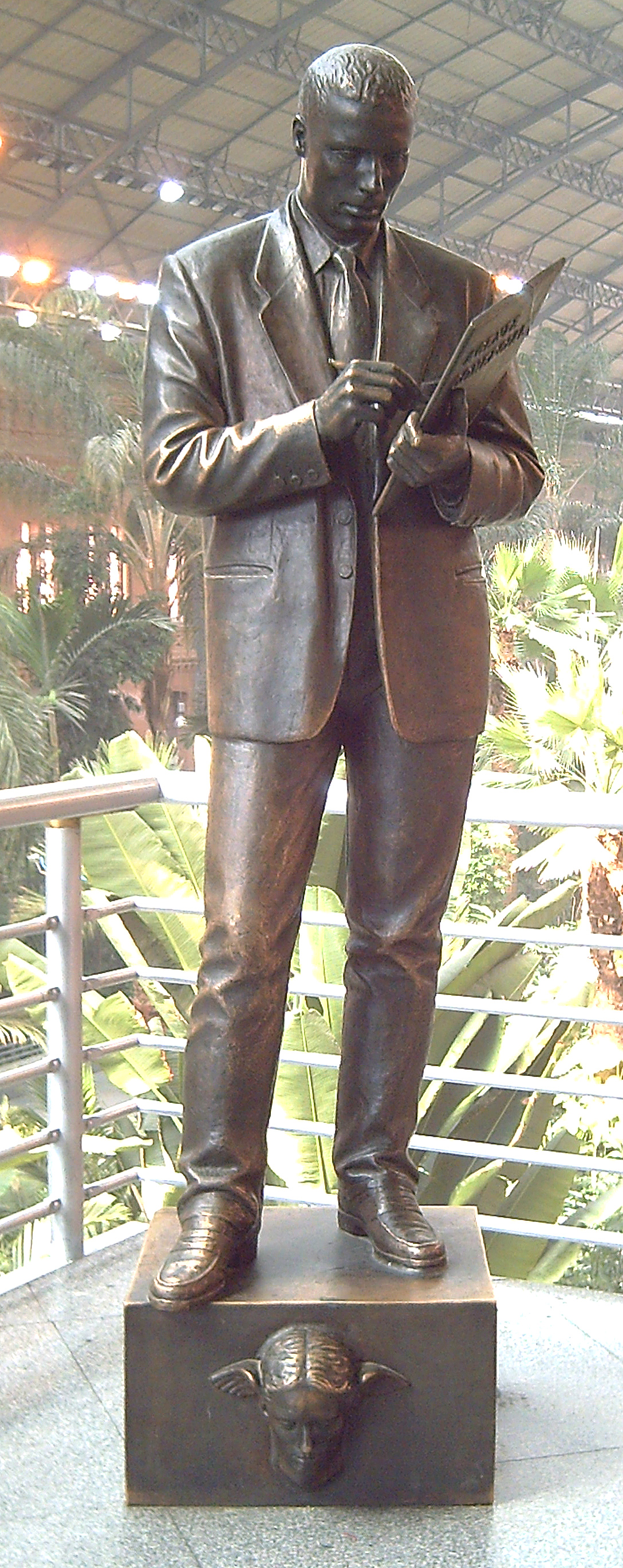
Homenaje al agente comercial (1998), Estació de Atocha, Madrid.

Francisco López Hernández (Madrid, 28 d'abril de 1932 - 8 de gener de 2017) fou un escultor espanyol, germà del també escultor Julio López Hernández i marit de la pintora Isabel Quintanilla.

## Biografia
Pertanyia a una família d'orfebres i rebé les primeres lliçons d'escultura del seu pare. Posteriorment estudia a l'Escola d'Arts i Oficis de Madrid i a l'Escola de Belles Arts de San Fernando a Madrid.
El 1956, viatjà a Roma (Itàlia) amb una beca d'estudis del Ministeri d'Educació. També feu estades a París i a Grècia, ampliant la seva formació.
Exposà per primera vegada l'any 1955, en companyia d'altres artistes pertanyents a l'escola realista contemporània espanyola: el seu germà Julio, María Moreno, Antonio López, Isabel Quintanilla, Amalia Avia i d'un informalista, Lucio Muñoz. Va romandre entre 1960 i 1964 a l'Acadèmia d'Espanya a Roma, ocupant una plaça guanyada per oposició.

## Obres
Les seves obres s'exposen a nombrosos museus, incloent el Museu Nacional Centre d'Art Reina Sofia de Madrid, el Museu Britànic de Londres, la Neue Pinakothek de Múnic o la Fundació Juan March.
Obres en llocs públics:
- Relleu de Madrid, 1965, Madrid (en col·laboració amb Rafael Moneo)
- Ofèlia ofegada, 1964, als Jardins de Vil·la Cecília de Barcelona.
- Monument a Enrique Tierno Galván,1988, Parc del Planetari, Madrid

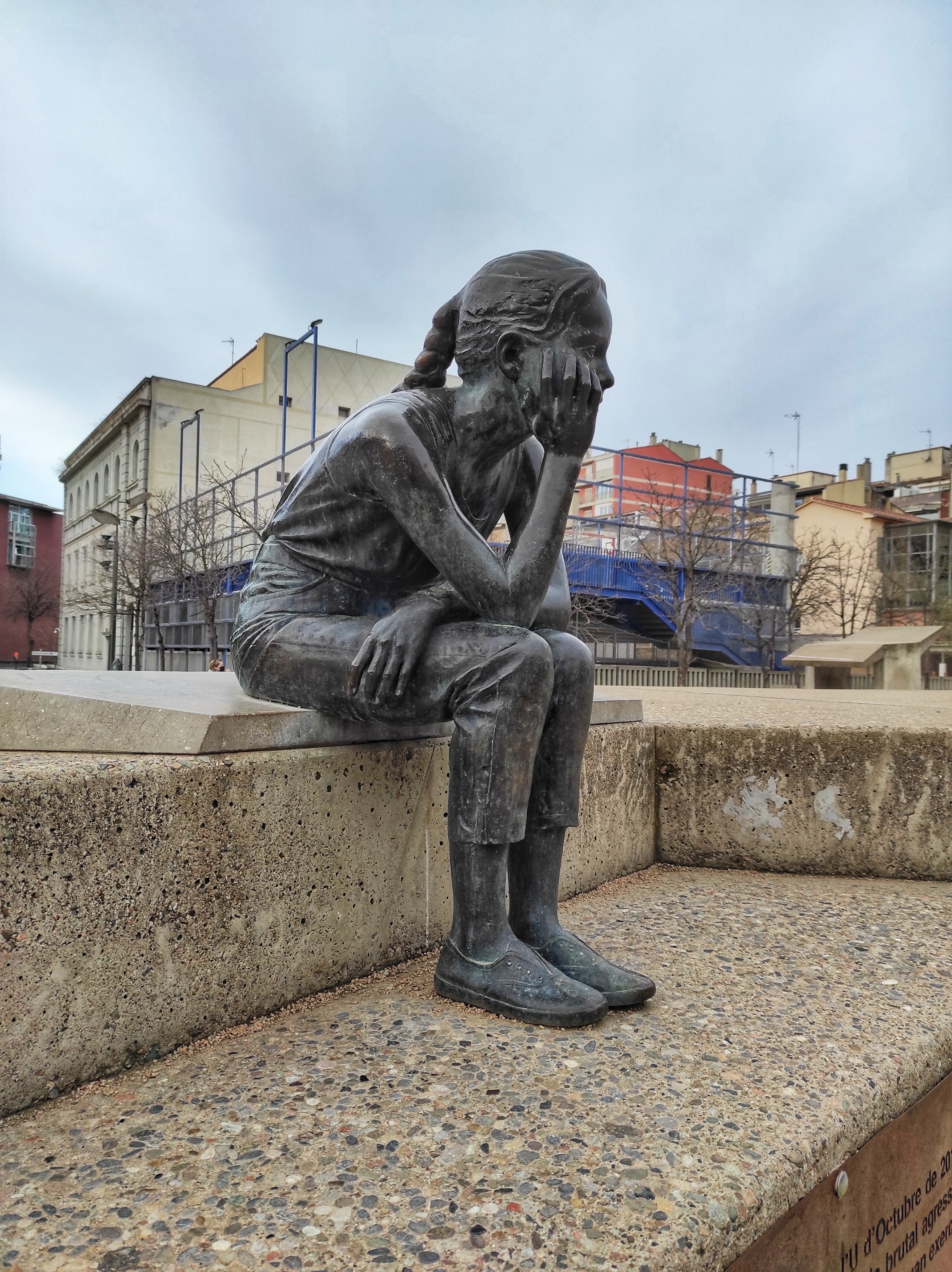
A la Constitució de 1978 (1991), monument a Girona.

- A la Constitució de 1978 (1991), monument a Girona.Monument a la Constitució de 1978, 1991, a Girona.
- Monument a Lluís Companys, 1998 Barcelona.
- Homenaje al agente comercial, 1998, Estació d'Atocha, Madrid
- Monument a Jose María Escrivá de Balaguer, 2001, Universitat de Navarra (edifici central), Pamplona
- Escultura, Institut de Restauració del Patrimoni Artístic
- Monument a Velázquez, Madrid
- Mujer en la fuente, Ajuntament de Logronyo
- Monument a Carles III d'Espanya, 2004, Pamplona
- Monument a José Antonio Aguirre i Lecube, 2004, Bilbao
- Monument a Blas de Otero, 2005, Bilbao
- Retrat del Pintor Pablo Picasso, 2008, Màlaga